# Picaresque
Picaresque is een album van de Amerikaanse indiepopband The Decemberists. Het album kwam in de Verenigde Staten uit op 22 maart 2005. In Nederland gebeurde dat op 1 september 2005.

## Nummers
1. "The Infanta" – 5:07
2. "We Both Go Down Together" – 3:04
3. "Eli, the Barrow Boy" – 3:11
4. "The Sporting Life" – 4:38
5. "The Bagman's Gambit" – 7:02
6. "From My Own True Love (Lost at Sea)" – 3:42
7. "16 Military Wives" – 4:52
8. "The Engine Driver" – 4:15
9. "On the Bus Mall" – 6:04
10. "The Mariner's Revenge Song" – 8:45
11. "Of Angels and Angles" – 2:27